# Sonate K. 208
La sonate K. 208 (F.156/L.428) en la majeur est une œuvre pour clavier du compositeur italien Domenico Scarlatti.

## Présentation
La mélodie, tout en syncopes de la K. 208, est accompagnée d'accords au rythme invariable en noires. De mouvement lent (Adagio e cantabile) et de caractère méditatif, elle est couplée avec la suivante, la K. 209, caractérisée par un mouvement alerte et elle lui sert de prélude.
Ralph Kirkpatrick évoque à son sujet « les arabesques vocales qui se dessinent par-dessus quelques accords de guitare […] chez les gitans du sud de l'Espagne. C'est de la musique flamenco de cour, rendue élégante pour convenir au palais royal […] ». La mélodie semble suivre son chemin avec une harmonie différente de l'accompagnement souvent dissous en simples octaves. Elle « déroule des arabesques d'arpèges, d'appoggiatures, de broderies et d'échappées autour de l'harmonie de plusieurs voix, mais toujours de manière inattendue ». Le musicologue renforce le trait en affirmant : « Seule la manière dont [l'harmonie] est traitée n'est pas traditionnelle ».
Richard Boulanger, donne en exemple cette sonate au caractère intimiste, comme étant représentative d'une destination au piano-forte.

## Manuscrits
Le manuscrit principal est le numéro 3 du volume III (Ms. 9774) de Venise (1753), copié pour Maria Barbara ; l'autre étant Parme IV 1 (Ms. A. G. 31409). Les autres sources manuscrites sont Münster IV 42 (Sant Hs 3967) copié en 1756 et Vienne B 42 (VII 28011 B).

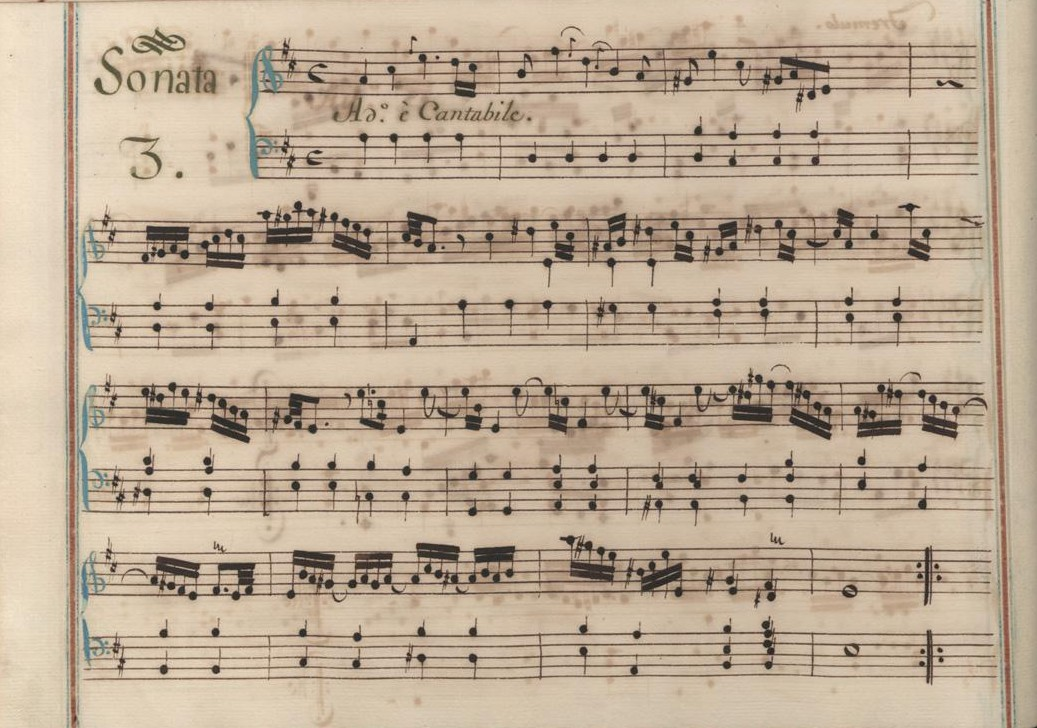
K. 208 (ms. Venise).
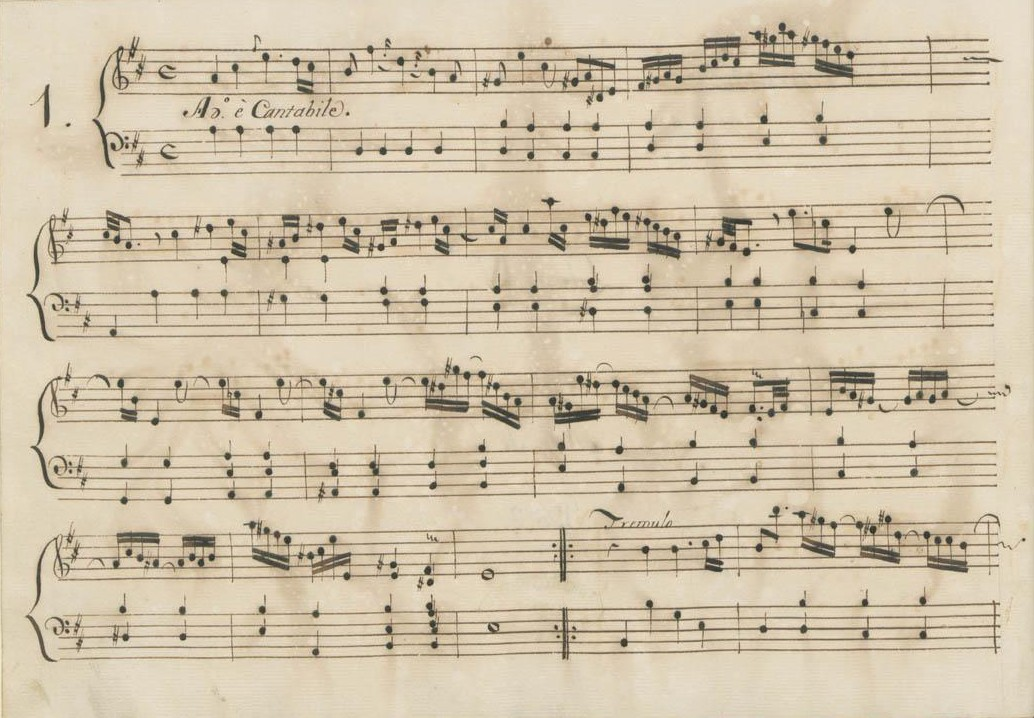
K. 208 (ms. Parme).

Dans l'édition d'Alessandro Longo, les modifications opérées par l'éditeur sont pointées du doigt par Kirkpatrick pour leur échec à devenir une musique moins étrange aux oreilles trop traditionalistes. Les notes de certaines voix sont « corrigées » pour ressembler davantage aux classiques, tels Haydn ou Mozart. Ici, l'éditeur cherche à éliminer les quintes parallèles à la basse (proscrite dans l'écriture traditionnel). Ce type de « corrections » enlève l'originalité du style du compositeur, ses décisions originales semblent intéressantes et très bonnes musicalement.

## Interprètes
Au piano, les interprètes de cette sonate K. 208, sont András Schiff (1975, Hungaroton), Fou Ts'ong (1984, Collins/Meridian), Peter Katin (1985, Claudio Records), Inger Södergren (1996, Calliope) et Jeanne Bovet (1993, Gallo). Elle est jouée également par de jeunes interprètes, tels Michael Lewin (1995, Naxos, vol. 2), Linda Nicholson (2004, Capriccio), Racha Arodaky (2007), Michelangelo Carbonara (2009, Brilliant Classics), Alexandre Tharaud (2010), Virginia Black (2015, CRD), Lucas Debargue (2015), Ievgueni Soudbine (2016) et Federico Colli (2017, Chandos), Alberto Urroz (2017, IBS) et Lorenzo Materazzo (2018, Austrian Gramophone).
Au clavecin, les interprètes sont Ralph Kirkpatrick (1954, CBS), Huguette Dreyfus (1966, Valois), Gudula Kremers (1973, SWR Classic Archive), Blandine Verlet (1975, Philips), Gustav Leonhardt (1978, Séon/Sony et 1988, Philips Classics), Scott Ross (1985, Erato) — la sonate qu'il garderait entre toutes —, Ton Koopman (1986, Capriccio), Bob van Asperen (1991, EMI), Pierre Hantaï (1992, Astrée et 2002, Mirare), Igor Kipnis (1992, Chesky Records), Andreas Staier (1992, Teldec), Colin Booth (1994, Olympia), Nicolau de Figueiredo (2001, Intrada), Byron Schenkman (2001, Centaur), Alan Curtis (2002, Virgin) et Ottavio Dantone (2002, Stradivarius, vol. 7) ; mais la sonate est également enregistrée par une nouvelle génération de jeunes clavecinistes, tels Tomoko Matsuoka (2008, Genuin), Mario Raskin (2011, Verany), Lillian Gordis (2018), Justin Taylor (2018), Jean Rondeau (2018) Amaya Fernández Pozuelo (2019, Stradivarius) et Francesco Corti (nl), clavecin (2024, Arcana).
Agnès Gillieron l'a enregistrée sur piano-forte (1985, Calliope). Johannes Maria Bogner en 2016, l'interprète sur un clavicorde, copie d'un instrument de Bartolomeo Cristofori, tout comme Julian Perkins (2022, Deux-Elles). Bartosz Głowacki (2018, Dux) et Primož Parovel (2018, Sony)  l'ont jouée à l'accordéon.
Leo Brouwer en a donné une transcription pour guitare qu'il a enregistrée pour le label Erato (1974), parmi une douzaine de sonates, ainsi que plus récemment, Luigi Attademo (1998, Brilliant Classics), Pascal Boëls (2001, Calliope), Alberto Mesirca (2007, Paladino Music) et Thibault Cauvin (2013, Vogue/Sony).
À la harpe, elle est interprétée par Godelieve Schrama (Challenge Classics/Brilliant Classics) et Yolanda Kondonassis (2020, Telarc).

## Sources
: document utilisé comme source pour la rédaction de cet article.
- Ralph Kirkpatrick (trad. de l'anglais par Dennis Collins), Domenico Scarlatti, Paris, Lattès, coll. « Musique et Musiciens », 1982 (1re éd. 1953 (en)), 493 p. (OCLC 954954205, BNF 34689181), p. 194.
- Alain de Chambure/Scott Ross, « Domenico Scarlatti : Intégrale des sonates — Scott Ross », p. 196, Erato (2564-62092-2), 1985 (OCLC 891183737) .
- Richard Boulanger (préf. Édith Weber), Les innovations de Domenico Scarlatti dans la technique du clavier, Béziers, Société de musicologie du Languedoc, 1988, 350 p. (OCLC 906538675, BNF 42870936).
- François-René Tranchefort (dir.), Guide de la musique de piano et de clavecin, Paris, Fayard, coll. « Les Indispensables de la musique », 1987, 578 p. (ISBN 978-2-213-01639-9, OCLC 17967083), p. 641.